# 1684 Iguassu
Iguassu (asteróide 1684) é um asteróide da cintura principal com um diâmetro de 26,53 quilómetros, a 2,7029049 UA. Possui uma excentricidade de 0,126534 e um período orbital de 1 988,25 dias (5,45 anos).
Iguassu tem uma velocidade orbital média de 16,93169207 km/s e uma inclinação de 3,65326º.
Esse asteróide foi descoberto em 23 de Agosto de 1951 por Miguel Itzigsohn.
Seu nome é uma referência às Cataratas do Iguaçu, no Rio Iguaçu na divisa entre Brasil e Argentina.